# Шарагин, Алексей Павлович
Алексе́й Па́влович Шара́гин (17 марта 1897 года, Санкт-Петербург — 22 декабря 1943 года, умер в госпитале) — советский военный деятель, генерал-майор (1942).

## Биография
Алексей Павлович Шарагин родился 17 марта 1897 года в Санкт-Петербурге.

## Военная служба

### Первая мировая и гражданская войны
В июле 1914 года был призван в ряды Русской императорской армии, после чего принимал участие в боевых действиях на Юго-Западном фронте, находясь на должности помощника командира взвода 1-го Кавалергардского полка.
В декабре 1917 года был демобилизован из состава армии в чине старшего унтер-офицера.
В феврале 1918 года был призван в ряды РККА, после чего был назначен на должность начальника команды разведчиков Отряда питерских печатников в Петрограде, в марте — на должность начальника команды разведчиков 13-го кавалерийского полка (2-я стрелковая дивизия) на Северном и Петроградском фронтах.
Принимал участие в боевых действиях в ходе советско-польской войны.

### Межвоенное время
После окончания войны Шарагин продолжал служить во 2-й стрелковой дивизии на должностях командира кавалерийского взвода, начальника дивизионной школы младших командиров и командира отдельного кавалерийского эскадрона дивизии. В августе 1923 года был назначен на должность командира отдельного кавалерийского эскадрона (8-я стрелковая дивизия), а в январе 1924 года — на должность помощника командира 2-го Ново-Заволжского Красногусарского полка.
В октябре 1924 года был направлен на учёбу в Тверскую кавалерийскую школу имени Коминтерна, по окончании которой с сентября 1926 года служил в Отдельной кавалерийской бригаде, дислоцированной в Москве, на должностях командира эскадрона и начальника оперативной части штаба бригады, а в июне 1930 года был назначен на должность начальника полковой школы, а затем — на должность начальника штаба 62-го кавалерийского полка этой же бригады.
В 1933 году закончил Военную академию имени М. В. Фрунзе.
В сентябре 1936 года был назначен на должность начальника 1-й части штаба 4-й казачьей Донской дивизии, дислоцированной в Слуцке (Белорусский военный округ), в мае 1937 года — на должность командира 6-го запасного кавалерийского полка, дислоцированного на станции Белинская, в мае 1938 года был назначен на должность командира 91-го кавалерийского полка, дислоцированного в городе Ленинакан (Закавказский военный округ).
В сентябре 1940 года Шарагин был назначен на должность помощника командира 17-й горнокавалерийской дивизии, в декабре 1940 года — на должность командира моторизованной бригады, которая в марте 1941 года была преобразована в 218-ю моторизованную дивизию, которая дислоцировалась в посёлке Сарата (Измаильская область, Одесский военный округ), а Алексей Павлович Шарагин был назначен на должность её командира.

### Великая Отечественная война
С началом войны дивизия под командованием Шарагина в составе 18-го механизированного корпуса находилась в резерве Южного фронта, а затем в ходе Уманской оборонительной операции корпус с 19 по 20 июля принимал участие в ходе фронтового контрудара, в результате которого было задержано наступление 52-го армейского корпуса противника на Умань.
В сентябре 218-я моторизованная дивизия была преобразована в 218-ю стрелковую дивизию, которая принимала участие в ходе Ростовской оборонительной и наступательной операций, а в январе 1942 года — в Барвенково-Лозовской наступательной операции.
В мае 1942 года Шарагин был направлен на учёбу на ускоренный курс при Высшей военной академии имени К. Е. Ворошилова, по окончании которого 24 октября того же года был назначен на должность заместителя командира 4-го механизированного корпуса, который принимал участие в ходе окружения войск противника под Сталинградом. В декабре 1942 года 4-й механизированный корпус за отличия в боях был преобразован в 3-й гвардейский, и 3 января 1943 года Шарагин был назначен на должность командира корпуса, который принимал участие в ходе Ростовской наступательной операции и освобождении посёлка Зимовники (Ростовская область), а затем вёл оборонительные боевые действия на реке Миус.
С мая 1943 года генерал-майор Алексей Павлович Шарагин находился на лечении в Коммунистическом госпитале в Москве, где 22 декабря 1943 года умер от ран. Похоронен на Введенском кладбище (10 уч.).

## Награды
- два ордена Красного Знамени (14.11.1941[2], 08.02.1943[3]);
- юбилейная медаль «XX лет Рабоче-Крестьянской Красной Армии» (1938 год)[1].